# 有本卓
有本 卓（ありもと すぐる、1936年（昭和11年）8月3日 - ）は、日本の計算機科学者。専門は、情報理論・制御理論・ロボティクス。工学博士（東京大学・1967年・論文博士）、大阪大学名誉教授。制御理論では有本・ポッターの方法、ロボット工学では受動性やリーマン多様体に基づく安定性解析、学習制御の研究などで業績を上げた。紫綬褒章、瑞宝中綬章受章者。
東京大学工学部助手、講師、大阪大学基礎工学部助教授、教授、東京大学工学部教授、日本ロボット学会会長を歴任。東京大学定年退官後は設立間もない立命館大学理工学部ロボティクス学科教授に就任し、同大学ロボティクスFA研究センター長、VLSIセンター長、客員教授を務めた。2006年にはIEEE RAS Pioneer Award、2007年にはASME Rufus Oldenburger Medalを受賞した。
2000年に新版も出た有本の著書『ロボットの力学と制御』は推奨されることも多く、1996年に出版された『Control Theory of Nonlinear Mechanical Systems: A Passivity-based and Circuit-theoretic Approach』は学会の著述賞を受賞している。

## 来歴

### 京都から東京へ
1959年3月、京都大学理学部数学科を卒業。家族への配慮もあり、数学科出身ながらメーカー（沖電気工業）に入社する。同社では電子計算機の業務に従事。パラメトロン計算機の試作機製作などに参加し、回路製作を経験するとともに、情報理論に習熟していく。
この頃、同社で製作されたトランジスタ式のOKITAC5090が東京大学へ納入され、これのプログラムを研究するグループに参加する。当時は磁気コアメモリのビット落ちが問題となっており、誤り検出訂正に取り組んだ。有本はリード・ソロモン符号と同様の1ワード中のエラーを訂正できるアルゴリズムを考案し、1960年秋頃には実装に成功。入社2年目にはグループの主任にも就任する。
その後、東京大学の南雲仁一の元で学ぼうと同大学院を受験するが、南雲から勧められて1962年2月より東京大学工学部応用物理学科の助手になる。東京大学では制御工学、特にルドルフ・カルマンが開拓した現代制御理論に取り組み、「可制御性」「可観測性」などの訳語も考案した。離散時間システムの最大原理に関する研究へ注力し、1967年3月には同大学で論文博士にて工学博士の学位を取得。同年4月には計数工学科講師に就任する。

### 大阪大学時代
1968年4月には大阪大学基礎工学部機械工学科に助教授として招かれる。ここでは流体力学の研究グループの中で機械制御の研究に取り組むとともに、情報理論についても考察を続けていた。
1973年には、36歳ながらプラント工学講座の教授に就任。学科から境界領域の研究を要請されたことに加え、自身がクロード・シャノンに心酔していたことが影響し、計算機や機械の境界領域の研究としてロボットの研究に取り組むことになる。
大阪大学では作業座標フィードバック制御、二足歩行、学習制御に取り組む。

### 東京大学、立命館大学時代
1988年、再び東京へ戻り、東京大学工学部計数工学科教授に就任する。1994年には情報理論とその応用学会、1995年には日本ロボット学会の会長を務めている。
東京大学を定年退官後、1997年にロボティクス学科が設立された立命館大学理工学部教授に就任。同大学のロボティクスFA研究センター長、VLSIセンター長、ローム記念館館長を務める。立命館大学では二本指のピンチング、冗長アームの自然なリーチング作業や書字作業などについて、受動性や多様体の観点から研究を行った。
2007年には立命館大学も定年となるが、総合理工学研究機客員教授として研究を続けた。2008年には『“巧みさ”とロボットの力学』が出版されている

## 経歴

### 受賞
- 計測自動制御学会 - 昭和43年度 学術論文賞 (有本 1966)[37]、昭和51年度 論文賞 (有本・青野 1974)[37]、昭和62年度 論文賞 (川村ほか 1986)[37]、2002年度 著述賞 (Arimoto 1996)[37]
- 日本ロボット学会 - 2007年第21回論文賞 (Arimoto et.al. 2005)[47]、設立特別功労賞[48]
- 日本機械学会 - 1997年 百周年記念功績賞[49]、1998年 ロボティクス・メカトロニクス部門功績賞[49]
- IEEE -  1974年 Information Theory Society Paper Award (Arimoto 1972)[45][50]、2000年 Third Millennium Medal[51][52]、2006年 RAS Pioneer Award[34][32]
- ASME - 2007年 Rufus Oldenburger Medal（英語版）[34][33]

## 栄典
- 2000年 - 紫綬褒章[30][45]
- 2012年 - 瑞宝中綬章[31]

## 社会的活動
- 計測自動制御学会 - フェロー（2006年）[53]
- 日本ロボット学会 - フェロー（2002年）[54][55]、名誉会員[34][45]（名誉会長・2008年）[56][45]、第7代会長（1995-1997年）[34][45]
- 日本機械学会 - フェロー（2005年）[49][54]
- 電子情報通信学会 - フェロー（2000年）[54][57][注釈 2]
- 情報処理学会[1]
- 情報理論とその応用学会[注釈 3] - 1994年会長[54]
- IEEE - フェロー（1983年）[54]
- 日本学術会議 - 第16期自動制御研究連絡委員会委員[60]、第17期人工物設計・生産研究連絡委員会 メカトロニクス専門委員会 委員長[61]

## 著書

### 単著
- 『制御原理』 共立出版〈情報科学講座A-4-3〉、1972年、NCID BN01877829。
- 『線形システム理論』 産業図書〈数理解析とその周辺 1〉、1974年7月、ISBN 4782806019。
- 『情報理論』 共立出版〈共立数学講座 22〉、1976年、NCID BN01990060。
- 『現代情報理論』 電子情報通信学会〈情報とシステムシリーズ〉、1978年1月、ISBN 4885520215。
- 『確率・情報・エントロピー』 森北出版、1980年11月、ISBN 4627820402。
- 『信号処理とシステム制御』 岩波書店〈岩波講座 情報科学20〉、1982年7月、ISBN 4000101706。
- 『ロボットの力学と制御』 朝倉書店〈システム制御情報ライブラリー〉、1990年11月、ISBN 4254209614。
- Control Theory of Nonlinear Mechanical Systems: A Passivity-based and Circuit-theoretic Approach. Oxford University Press. (1996-9). ISBN 978-0-19-856291-7
- 『システムと制御の数理』 岩波書店〈岩波講座 応用数学 21 対象10〉、1998年12月、ISBN 4000108115、甘利俊一 編集。
- 『確率・情報・エントロピー POD版』 森北出版、1999年11月、ISBN 4627820496。
- 『数値解析1』 コロナ社〈大学講義シリーズ〉、2000年1月、ISBN 4339001244。
- 『ロボットにかける夢 ― 知と身体の調和をめざして ―』岩波書店〈岩波科学ライブラリー〉、2000年3月、ISBN 4000065726。
- 『新版 ロボットの力学と制御』 朝倉書店〈システム制御情報ライブラリー〉、2002年4月、ISBN 4254209452。
- 『数学は工学の期待に応えられるのか』 岩波書店、2004年7月、ISBN 4000055267。
- 『知能科学－ロボットの“知”と“巧みさ”－』 コロナ社〈ロボティクスシリーズ 6〉、2007年1月、ISBN 978-4339045178。
- 『ロボティクス概論』 コロナ社〈ロボティクスシリーズ 1〉、2007年4月、ISBN 978-4339045123。
- Control theory of multi-fingered hands : a modelling and analytical-mechanics approach for dexterity and intelligence. Springer. (2008). ISBN 9781848000629

### 共著
- 有本卓、B.M.レビタン 『関数論の基礎 ― 実変数関数・近似関数・概周期関数 ―』 総合図書〈現代応用数学ハンドブック8〉、1967年、NCID BN02904494。
- 高橋進一、有本卓 『回路網とシステム理論』 コロナ社、1974年10月、ISBN 4339004375。
- 有本卓、高橋秀俊 『カルマン・フィルター』産業図書〈システム・サイエンス・シリーズ〉、1977年1月、ISBN 4782852541。
- 有本卓、高橋進一、浜田望 『線形システム理論例題演習』 コロナ社〈標準電気・電子工学例題演習シリーズ 14〉、1977年11月、NCID BN01494397。
  - 有本卓、高橋進一 『線形システム理論例題演習』 コロナ社〈標準電気・電子工学例題演習シリーズ〉、2000年1月、ISBN 4339002380。
- 有本卓、塚本康夫、宮崎文夫 『メカトロニクスの基礎』 昭晃堂、1986年10月、ISBN 4785650257。
- 俣野博、有本卓 『基礎4 微分方程式I／対象10 システムと制御の数理』 岩波書店〈岩波講座 応用数学 7〉、1993年12月、ISBN 4000105175。
- 有本卓、関本昌紘『“巧みさ”とロボットの力学』毎日コミュニケーションズ、2008年、5月、ISBN 978-4839925277。
- 有本卓、関本昌紘 『力学入門』 オーム社〈ロボット・メカトロニクス教科書〉、2011年11月、ISBN 978-4274211157。

### 翻訳
- Richard E. Blahut 『情報のディジタル伝送』 有本卓、古賀弘樹、森田啓義、伊藤秀一、小林欣吾 訳、 森北出版、1997年4月、ISBN 4627823509。
- Stephen R. Graubard 『知能はコンピュータで実現できるか？－人工知能(AI)大論争』 有本卓、塚本康夫、鈴木寿、辰巳仁史、生田幸士 訳、 森北出版、1992年11月、ISBN 4627822200。

## 論文・記事

### 学位論文
- 『Optimization of dynamical systems』東京大学〈博士論文（乙第1173号）〉、1967年3月。日本語題名「ダイナミカル・システムの最適化」

### 主な論文
（情報理論）
- S. Arimoto (January 1972). “An algorithm for computing the capacity of arbitrary discrete memoryless channels”. IEEE Transactions on Information Theory 18 (1):  14-20.
- S. Arimoto (May 1973). “On the converse to the coding theorem for discrete memoryless channels”. IEEE Transactions on Information Theory 19 (3):  357-359.

（制御理論）
- 有本卓「不規則外乱の影響を最小にする最適フィードバック制御」『計測自動制御学会論文集』第2巻第1号、1966年、1-7頁。
- 有本卓、青野豊一「オブザーバを併合した最適レギュレータ」『計測自動制御学会論文集』第10巻第3号、1974年、278-283頁。

（ロボット工学）
- 竹垣盛一、有本卓「マニピュレータの作業座標フィードバック制御」『計測自動制御学会論文集』第17巻第5号、1981年、582-588頁。
  - M. Takegaki; S. Arimoto (January 1981). “A new feedback method for dynamic control of manipulators”. Trans. of the ASME, Journal of Dynamic Systems, Measurement, and Control 103 (2):  119-125.
- 川村貞夫、宮崎文夫、有本卓「動的システムの学習的制御法（Betterment Process）の提案」『計測自動制御学会論文集』第22巻第5号、1986年、56-62頁。
- S. Arimoto; P.T.A. Nguyen (2001). “Principle of superposition for realizing dexterous pinching motion of a pair of robot fingers with soft-tips”. IEICE Trans. on Fundamentals E84-A (1):  39-47.
- Suguru Arimoto; Masahiro Sekimoto; Hiroe Hashiguchi; Ryuta Ozawa (2005). “Natural resolution of ill-posedness of inverse kinematics for redundant robots: a challenge to Bernstein’s degrees-of-freedom problem”. Advanced Robotics 19 (4):  401-434.

### 主な解説
- 「情報理論から見たシステムの同定と推定」『計測と制御』第9巻第4号、1970年4月、276-284頁。
- 「歩行機械とその制御」『計測と制御』第18巻第1号、1979年1月、44-49頁、宮崎文夫との共著。
- 「ロボット・アームの自律制御」『計測と制御』第25巻第1号、1986年1月、57-63頁。
- 「メカトロニクス教育と研究のあり方 ― メカトロニクス小委員会の活動サマリー ―」『学術の動向』第3巻第3号、1998年、46-48頁。
- 「ロバストネスとパッシヴィティ」『日本ロボット学会誌』第17巻第6号、1999年9月、758-760頁。
- 「手先技量が獲得できるトレーニング法と物理的根拠」『計測と制御』第40巻第10号、2001年10月、740-746頁。
- 「ロボットの非線形制御」『日本ロボット学会誌』第23巻第4号、2005年5月、404-407頁。
- 「ロボットの腕や手の巧みさと制御：リーマン幾何学に基づくアプローチ」『電子情報通信学会 基礎・境界ソサイエティ Fundamentals Review』第2巻第4号、2008年、37-47頁。

### 展望など
- 「メカトロニクスにおける制御技術」『精密機械』第49巻第11号、1983年、 1488-1493頁。
- 「ロボットのためのアドバンスト・モーションコントロール」『日本ロボット学会誌』第11巻第4号、1993年、 482-485頁。
- 「機械ダイナミックスの非線形回路表現と制御」『日本機械学会論文集 C編』第63巻第608号、1997年4月、 1039-1051頁。
- 「工学の中から未知の数学構造を探る」『電子情報通信学会 基礎・境界ソサイエティ Fundamentals Review』第2巻第4号、2008年、 4-8頁。
- 「ロボット産業の広がりを阻む未踏の研究課題」『日本ロボット学会誌』第33巻第4号、2015年5月、 233-238頁。